# Żelazowa Wola
Żelazowa Wola ist ein Dorf in der Gemeinde Sochaczew, Woiwodschaft Masowien, Polen, mit 65 Einwohnern. Die erste Erwähnung des Dorfes stammt aus der zweiten Hälfte des 16. Jahrhunderts.

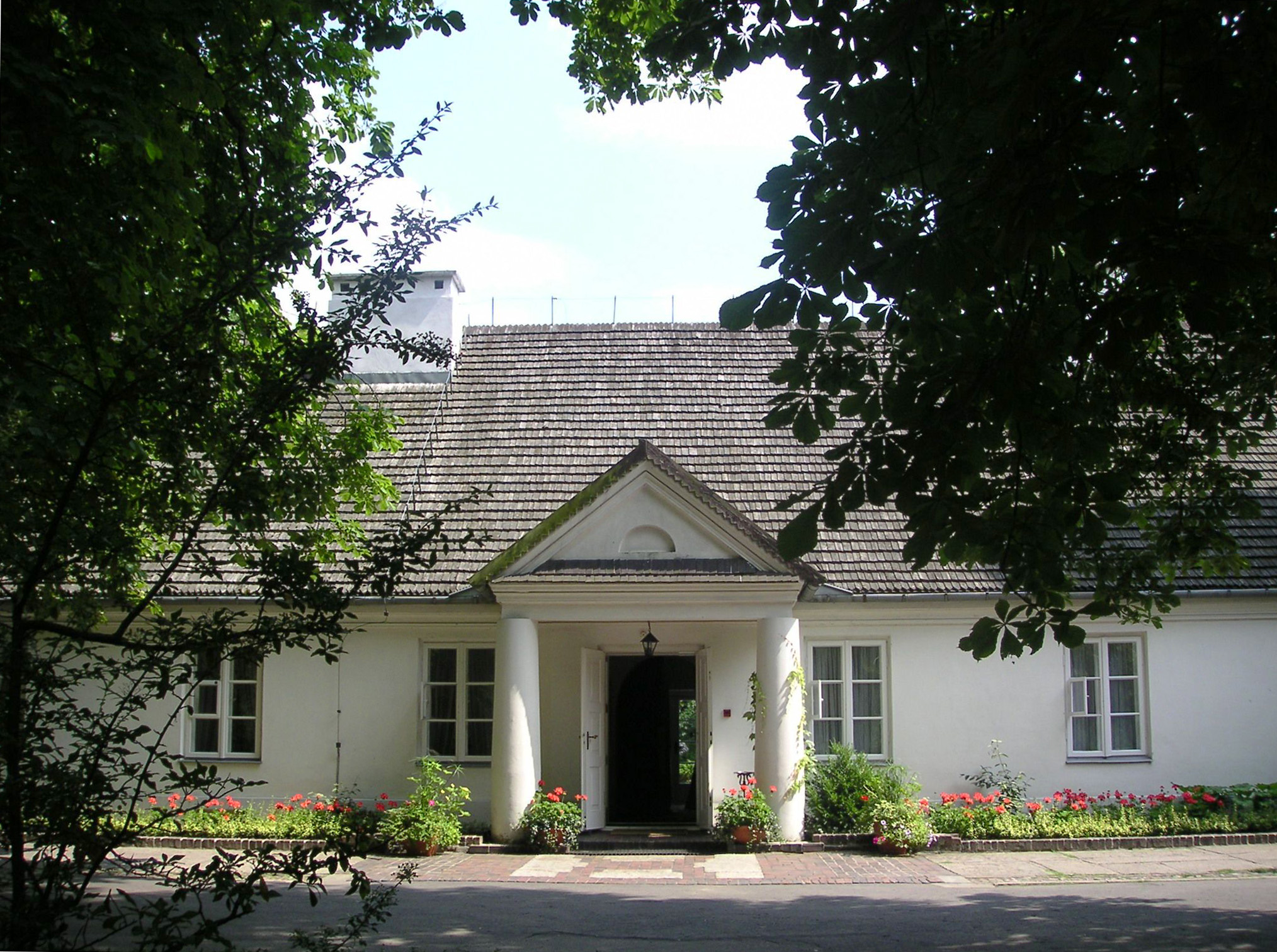
Geburtshaus von Frédéric Chopin

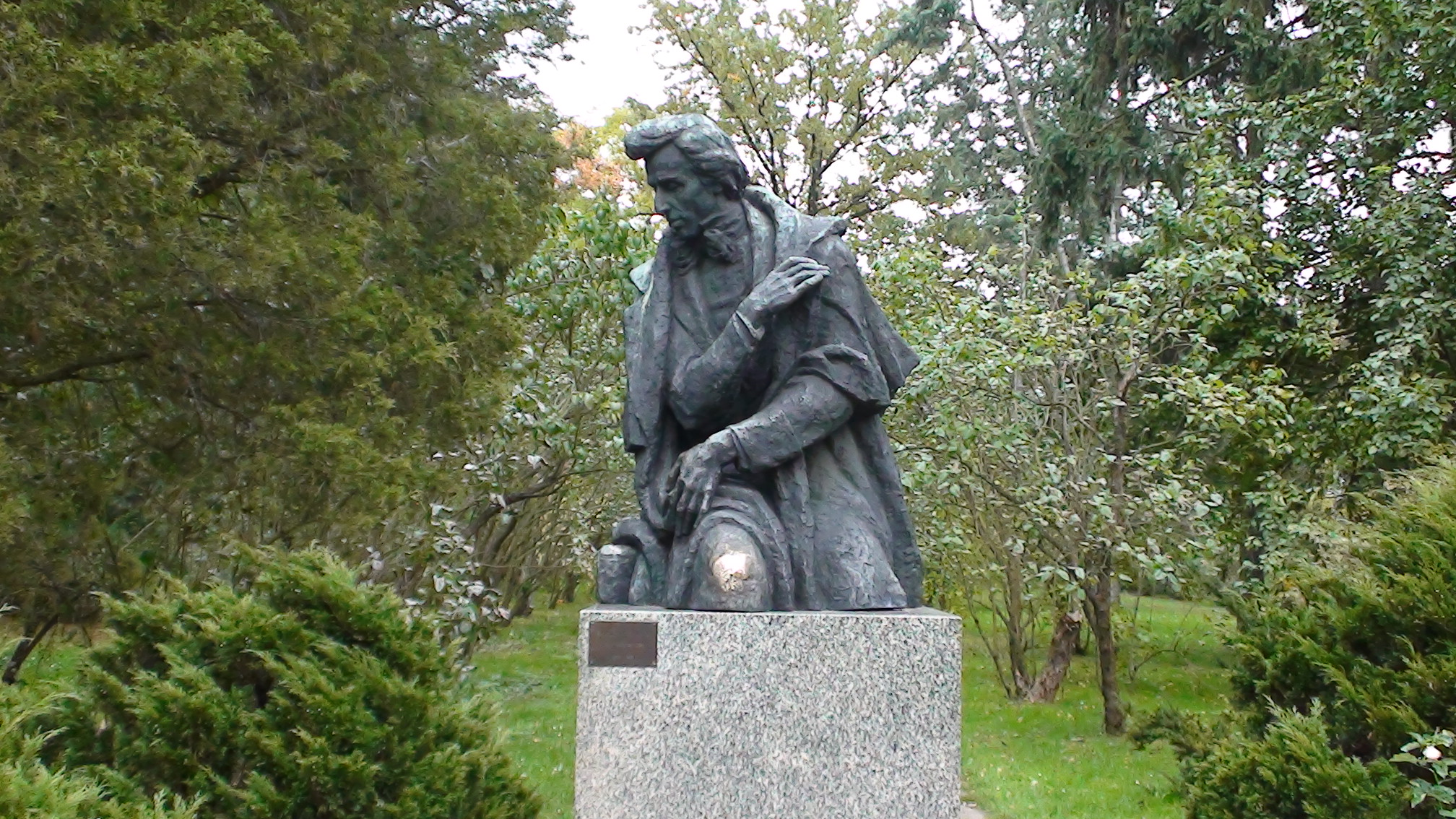
Von Józef Gosławski entworfenes Frédéric-Chopin-Denkmal

Bekannt wurde Żelazowa Wola als Geburtsort des Komponisten Frédéric Chopin. 1894 wurde hier in Anwesenheit des russischen Komponisten Mili Alexejewitsch Balakirew ein Chopin-Denkmal eingeweiht. Im Juli 1969 wurde 14 Jahre nach seiner Erschaffung das Frédéric-Chopin-Denkmal von Józef Gosławski enthüllt. Es steht im Park, der an Chopins Geburtshaus angrenzt. In dem Haus befindet sich heute ein Museum.